# Laura Cardoso
Laurinda de Jesus Cardoso Balleroni, mais conhecida como Laura Cardoso (São Paulo, 13 de setembro de 1927), é uma atriz brasileira. Reconhecida como uma das atrizes mais importantes do Brasil, Laura Cardoso se destaca como uma pioneira no campo da atuação, acumulando inúmeros prêmios ao longo de seus 74 anos de carreira, sendo também a recordista em participações em telenovelas.  Ela já recebeu diversos prêmios, incluindo três Grande Otelo, quatro Prêmios APCA, dois Troféus Imprensa e dois Prêmios Shell. Em 2002 ela foi laureada com o Troféu Mário Lago pelo conjunto da obra. Em 2006 foi condecorada com a Ordem do Mérito Cultural (OMC).

## Biografia

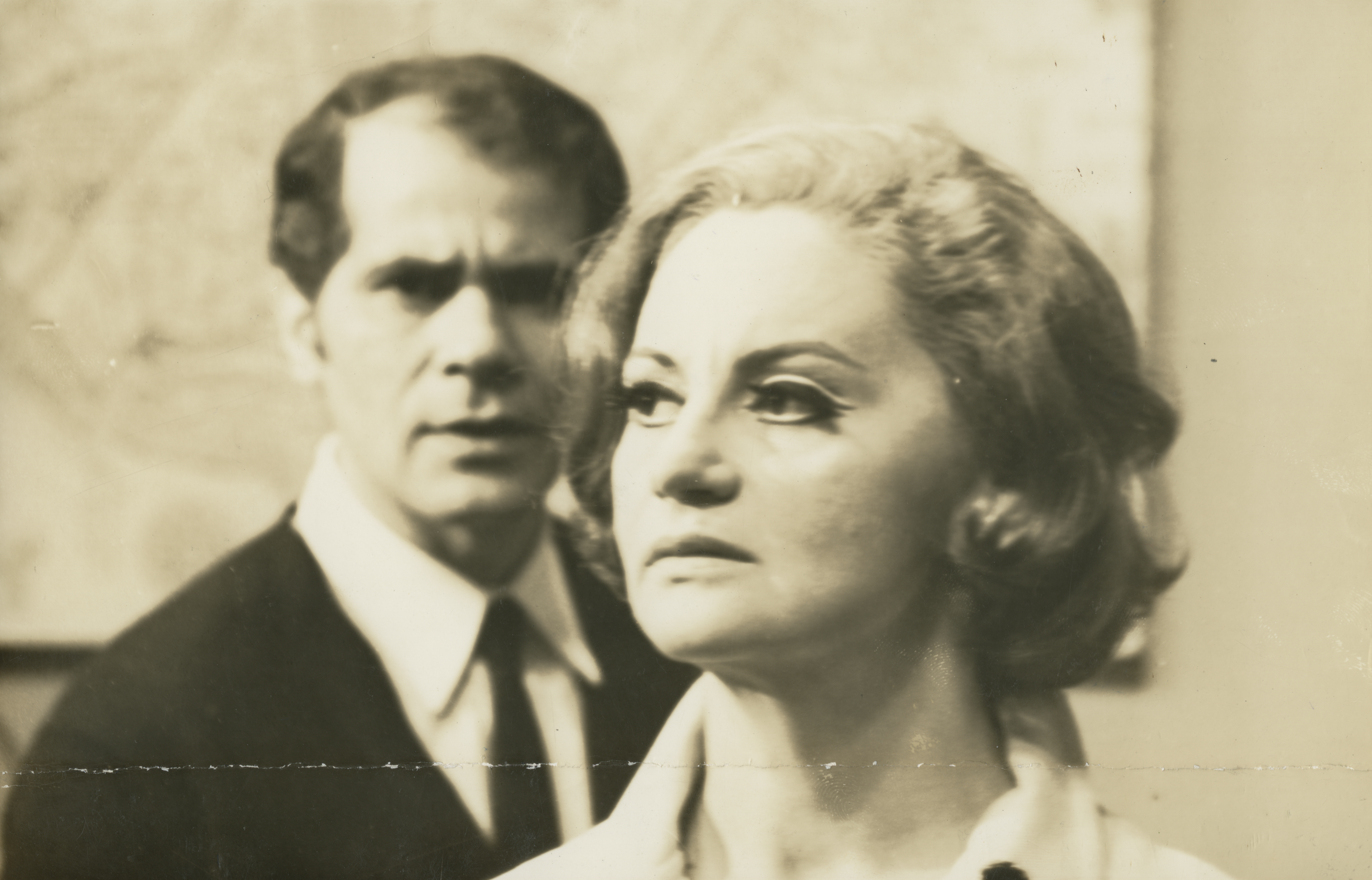
Laura contracena com Ivan Mesquita em Algemas de Ouro, na Record, em 1968

Laurinda de Jesus Cardoso nasceu em 13 de setembro de 1927, no bairro do Bixiga, na zona central de São Paulo. Filha de imigrantes portugueses, desde a infância, entre 6 aos 7 anos, brincava de teatro com amigos do bairro. 
Embora inicialmente os pais de Laurinda não a apoiassem, em 1942, aos 15 anos, decidiu seguir a carreira artística, fazendo radionovelas na Rádio Cosmos. Por exigência da profissão, tornou-se mais conhecida como Laura Cardoso.
Tornou-se amiga próxima de Hebe Camargo após atuarem juntas na novela As Pupilas do Senhor Reitor, da Record.

## Carreira
Pioneira da televisão no Brasil, Laura estreou nos teleteatros da extinta TV Tupi em 1950, e em 1952, fez o programa “Tribunal do Coração”, escrito por Vida Alves. Adaptando-se assim ao novo veículo de comunicação.
É uma das atrizes que mais atuou no país, com mais de 100 trabalhos em seu currículo, incluindo mais de 60 novelas. Também fez 30 longas-metragens para o cinema. Em 2002 ganhou o Troféu Mário Lago pelo conjunto de sua obra na televisão. É viúva do ator, roteirista, diretor e produtor de televisão Fernando Balleroni, com quem se casou em 1949 e teve duas filhas: Fátima e Fernanda.
Em novembro de 2006, Laura recebeu do então presidente da República Luiz Inácio Lula da Silva a Ordem do Mérito Cultural, concedida a personalidades e instituições que se destacam por sua contribuição à cultura brasileira.

## Filmografia

### Televisão
| Ano     | Título                                    | Personagem                                    | Notas                                      |
| ------- | ----------------------------------------- | --------------------------------------------- | ------------------------------------------ |
| 1950    | Teatro de Walter Forster                  | —                                             | Episódio: "A Prostituta e o Santo Homem"   |
| 1952    | Tribunal do Coração                       | —                                             | Episódio: "Meu Grande Amor"                |
| 1954    | Ciúme                                     | Beatrice                                      |                                            |
| 1955    | Revista Musical União                     | —                                             | Episódio: "Ana"                            |
| 1955–65 | TV de Vanguarda                           | Vários personagens                            |                                            |
| 1955–59 | O Contador de Histórias                   | Vários personagens                            |                                            |
| 1957    | Caminhos Incertos                         | Anete                                         |                                            |
| 1957–58 | Contos Brasileiros                        | Vários personagens                            |                                            |
| 1957–64 | TV de Comédia                             | Vários personagens                            |                                            |
| 1957–64 | Grande Teatro Tupi                        | Vários personagens                            |                                            |
| 1958–59 | TV Teatro Walita                          | Vários personagens                            |                                            |
| 1958    | Os Miseráveis                             | Cosette                                       |                                            |
| 1959    | Um Lugar ao Sol                           | Ana Maria                                     |                                            |
| 1959    | Entreato                                  | —                                             | Episódio: "Plantão 21"                     |
| 1960    | Noite de Teatro Tupi                      | —                                             | Episódio: "A Troca"                        |
| 1960    | Há Sempre o Amanhã                        | Clara                                         |                                            |
| 1961    | Histórias Nossas                          | —                                             | Episódio: "A Ceia"                         |
| 1961    | Revista Feminina                          | —                                             | Episódio: "Tudo Bem"                       |
| 1961–62 | Studium 4                                 | Vários personagens                            |                                            |
| 1962    | Prelúdio, a Vida de Chopin                | Georgete Sand                                 |                                            |
| 1962    | A Noite Eterna                            | Marta                                         |                                            |
| 1963    | Tele-Teatro Brastemp                      | Astra                                         | Episódio: "Longa Jornada Noite Adentro"    |
| 1963    | Tele-Teatro Brastemp                      | —                                             | Episódio: "Panorama Visto da Ponte"        |
| 1963    | Sublime Aventura                          | Celina                                        |                                            |
| 1963    | Moulin Rouge - A Vida de Toulouse-Lautrec | Condessa L'amour                              |                                            |
| 1964    | Gutierritos, o Drama dos Humildes         | Rosa                                          |                                            |
| 1964    | Quando o Amor É Mais Forte                | Lídia                                         |                                            |
| 1965    | Fatalidade                                | Nicole                                        |                                            |
| 1965    | Olhos Que Amei                            | Zoraia                                        |                                            |
| 1965    | A Herança do Ódio                         | Eduarda                                       |                                            |
| 1966    | Abnegação                                 | Gilda                                         |                                            |
| 1967    | Os Rebeldes                               | Magda                                         |                                            |
| 1967    | Os Miseráveis                             | Fantine Lanoire                               |                                            |
| 1968    | A Última Testemunha                       | Mariana                                       |                                            |
| 1969    | Algemas de Ouro                           | Leonor                                        |                                            |
| 1970    | As Pupilas do Senhor Reitor               | Tereza da Esquina                             |                                            |
| 1971    | Os Deuses Estão Mortos                    | Júlia Lobo Ferraz                             |                                            |
| 1971    | Sol Amarelo                               | Maria Santa                                   |                                            |
| 1972    | Os Fidalgos da Casa Mourisca              | Gabriela Negrões de Vilar                     |                                            |
| 1972    | O Leopardo                                | Carmen Helena                                 |                                            |
| 1973    | Quero Viver                               | Angelina                                      |                                            |
| 1973    | Vidas Marcadas                            | Clara Monteiro Braga                          |                                            |
| 1974    | Os Inocentes                              | Guiomar de Oliveira                           |                                            |
| 1974    | Ídolo de Pano                             | Maria Amélia                                  |                                            |
| 1975    | Ovelha Negra                              | Donana                                        |                                            |
| 1976    | Os Apóstolos de Judas                     | Fátima da Conceição                           |                                            |
| 1976    | Teatro 2                                  | Esposa de Nô                                  | Episódio: "O Velho Nô"                     |
| 1977    | Um Sol Maior                              | Mariana                                       |                                            |
| 1978    | João Brasileiro, o Bom Baiano             | Arminda                                       |                                            |
| 1979    | Gaivotas                                  | Verônica                                      |                                            |
| 1981    | Brilhante                                 | Alda Sampaio                                  |                                            |
| 1982    | Ninho da Serpente                         | Eugênia Barroso                               |                                            |
| 1982    | Renúncia                                  | Margarida Avelar                              |                                            |
| 1982    | Caso Verdade                              | —                                             | Episódio: "Volta ao Lar"                   |
| 1983    | Caso Verdade                              | Mariana                                       | Episódio: "A Padroeira"                    |
| 1983    | Caso Verdade                              | —                                             | Episódio: "Erro Médico"                    |
| 1983    | Pão Pão, Beijo Beijo                      | Donana                                        |                                            |
| 1984    | Livre para Voar                           | Carolina                                      |                                            |
| 1987    | Expresso Brasil                           | Dorotéia Cajazeira                            |                                            |
| 1988    | Fera Radical                              | Marta / Mirtes                                |                                            |
| 1990    | Rainha da Sucata                          | Iolanda Maia                                  | Episódios: "10–11 de outubro"              |
| 1991    | Felicidade                                | Cândida Peixoto                               |                                            |
| 1991–92 | Mundo da Lua                              | Dona Lila                                     |                                            |
| 1993    | Mulheres de Areia                         | Isaura Araújo                                 |                                            |
| 1994    | A Viagem                                  | Guiomar Muniz                                 |                                            |
| 1995    | Irmãos Coragem                            | Sinhana Coragem                               |                                            |
| 1995    | Explode Coração                           | Soraya Nicolich                               |                                            |
| 1996    | Salsa e Merengue                          | Ruth Campos Queiroz                           |                                            |
| 1996    | Sai de Baixo                              | Edilourdes do Espírito Santo                  | Episódio: "Filha da Mãe"                   |
| 1998    | Meu Bem Querer                            | Yeda Ferreira de Souza                        |                                            |
| 1999    | Vila Madalena                             | Deolinda Xavier                               |                                            |
| 2000    | Vidas Cruzadas                            | Natália Oliveira de Barros                    |                                            |
| 2001    | A Padroeira                               | Silvana Alves da Rocha Martins Correia        |                                            |
| 2001    | Os Normais                                | Evangelina                                    | Episódio: "Enlouquecer Domingo é Normal"   |
| 2002    | Esperança                                 | Madalena Salvattore                           |                                            |
| 2003    | Agora É que São Elas                      | Cigana                                        | Episódio: "24 de março"                    |
| 2003    | Chocolate com Pimenta                     | Carmem Mariano da Silva                       |                                            |
| 2004    | Como uma Onda                             | Francisca Amarante                            |                                            |
| 2004    | Sob Nova Direção                          | Madre Superiora                               | Episódio: "Hábito Duvidoso"                |
| 2004    | A Diarista                                | Dona Neném                                    | Episódio: "Valha-me Deus"                  |
| 2005    | Hoje É Dia de Maria                       | Senhora dos Dois Mundos                       |                                            |
| 2006    | Belíssima                                 | Lídia                                         | Episódio: "7 de julho"                     |
| 2006    | O Profeta                                 | Abigail Gomes                                 |                                            |
| 2007    | Duas Caras                                | Alice de Souza                                | Episódios: "20–21 de maio"                 |
| 2007    | A Grande Família                          | Prima Isaura                                  | Episódio: "Me Engana Que Eu Gosto"         |
| 2007    | Desejo Proibido                           | Sebastiana                                    | Episódio: "5 de novembro"                  |
| 2008    | Ciranda de Pedra                          | Prosópia                                      | Episódio: "5 de maio"                      |
| 2009    | Caminho das Índias                        | Laksmi Ananda                                 |                                            |
| 2010    | Araguaia                                  | Maria Quitéria Almeida (Mariquita)            |                                            |
| 2011    | A Grande Família                          | Glória Rosa e Silva                           | Temporada 11                               |
| 2012    | Gabriela                                  | Maria Dorotéia Leal (Dodô)                    | [ 21 ] [ 22 ] [ 23 ] [ 24 ]                |
| 2013    | Flor do Caribe                            | Veridiana Trindade                            |                                            |
| 2013    | Pé na Cova                                | Mozica Pereira                                | Episódio: "A Nação Laica"                  |
| 2014    | Boogie Oogie                              | Lúcia Sílva                                   | Episódios: "14–16 de agosto"               |
| 2014    | Segunda Dama                              | Sarah Garcez                                  |                                            |
| 2015    | Império                                   | Jesuína                                       | Episódios: "16–20 de janeiro"              |
| 2016    | Sol Nascente                              | Maria Aparecida Teixeira Correia (Dona Sinhá) | [ 33 ] [ 34 ] [ 35 ] [ 36 ]                |
| 2017    | O Outro Lado do Paraíso                   | Caetana de Sousa                              |                                            |
| 2019    | A Dona do Pedaço                          | Matilde Azevedo                               | Episódios: "25 de setembro–22 de novembro" |
| 2024    | Tributo                                   | Ela mesma                                     | Episódio: "08 de março"                    |

### Cinema
| Ano  | Título                                | Personagem               | Notas               |
| ---- | ------------------------------------- | ------------------------ | ------------------- |
| 1963 | O Rei Pelé                            | Rede                     |                     |
| 1964 | O Homem das Encrencas                 | Lídia                    |                     |
| 1964 | Imitando o Sol                        | Lídia                    |                     |
| 1965 | Quatro Brasileiros em Paris           | Nicole                   |                     |
| 1969 | Corisco, o Diabo Loiro                | Tia de Corisco           |                     |
| 1976 | Já não Se Faz Amor como Antigamente   | Emília                   | Segmento: "O Noivo" |
| 1977 | Tiradentes, O Mártir da Independência | Vice-Rainha              |                     |
| 1980 | Ariella                               | Helena                   |                     |
| 1982 | Um Casal de Três                      | Shirley                  |                     |
| 1988 | Quincas Borba''                       | Angélica                 |                     |
| 1988 | Adultério                             | Membro da Família        | Curta-metragem      |
| 1989 | Lua Cheia                             | Mãe de Montês            |                     |
| 1995 | Terra Estrangeira                     | Manuela                  |                     |
| 1998 | Uma Aventura do Zico                  | Maria                    |                     |
| 2000 | Através da Janela                     | Selma                    |                     |
| 2001 | Copacabana                            | Salma                    |                     |
| 2002 | Morte                                 | Ela                      | Curta-metragem      |
| 2002 | No Bar                                | Senhora                  | Curta-metragem      |
| 2004 | O Outro Lado da Rua                   | Patolina                 |                     |
| 2004 | Amigo Secreto                         | Olga                     | Curta-metragem      |
| 2006 | Fica Comigo Esta Noite                | Mariana                  |                     |
| 2006 | Muito Gelo e Dois Dedos d'Água        | Judite                   |                     |
| 2007 | Clarita                               | Clarita                  | Curta-metragem      |
| 2007 | Primo Basílio                         | Vitória                  |                     |
| 2008 | A Casa da Mãe Joana                   | Herly                    |                     |
| 2010 | Muita Calma Nessa Hora                | Abuelita                 |                     |
| 2014 | Syndrome                              | Marta[carece de fontes?] |                     |
| 2014 | Muita Calma Nessa Hora 2              | Abuelita                 |                     |
| 2016 | De Onde eu te Vejo                    | Yolanda                  |                     |
| 2016 | O Crime da Cabra                      | Josefa                   |                     |
| 2016 | Barbantes                             | Hilda                    | Curta-metragem      |
| 2017 | Encantados                            | Pocaru                   |                     |
| 2020 | Jadzia                                | Jadzia (aos 80)          | Curta-metragem      |
| 2020 | De Perto Ela Não É Normal             | Dolores                  |                     |
| 2025 | Dona Rosinha                          | Dona Rosinha             | Curta-metragem      |

### Dublagem
| Ano     | Título         | Personagem   |
| ------- | -------------- | ------------ |
| 1963–66 | Os Flintstones | Betty Rubble |

## Teatro
| Ano       | Título                                     | Personagem         | Ref           |
| --------- | ------------------------------------------ | ------------------ | ------------- |
| 1944      | Alice no País das Maravilhas               | Alice              | [ 59 ]        |
| 1944      | Da Janela do Seu Quarto, Dorotéia Me Amava | Dorotéia           | [ 59 ]        |
| 1944      | Mulherzinhas                               | Meg                | [ 59 ]        |
| 1944      | A Obra de Carlos Drummond de Andrade       | Declamadora        | [ 59 ]        |
| 1945      | A Farsa                                    | —                  | [ 59 ]        |
| 1945      | Maria Imaculada Mãe                        | —                  | [ 59 ]        |
| 1946      | Helena de Tróia                            | Princesa Cassandra | [ 59 ]        |
| 1947      | A Metamorfose de Kafka                     | —                  | [ 59 ]        |
| 1948      | Bodas de Casamento                         | A Esposa           | [ 59 ]        |
| 1948      | Dama das Camélias                          | —                  | [ 59 ]        |
| 1959      | Plantão 21                                 | —                  | [ 59 ]        |
| 1965      | A Megera Domada                            | Catarina           | [ 59 ]        |
| 1968      | As Criadas                                 | —                  | [ 59 ]        |
| 1968      | Volpone                                    | —                  | [ 59 ]        |
| 1969      | Mefi, um Seu Criado                        | —                  | [ 59 ]        |
| 1976      | Alegro Desbum                              | Verônica           | [ 60 ]        |
| 1977      | Crimes Delicados                           | —                  | [ 61 ]        |
| 1980      | A Nonna                                    | —                  | [ 59 ]        |
| 1981      | Os Órfãos de Jânio                         | —                  | [ 59 ]        |
| 1985      | A Herdeira                                 | —                  | [ 59 ]        |
| 1986      | Divinas Palavras                           | —                  | [ 59 ]        |
| 1987      | A Bela e a Fera                            | Senhora Potts      | [ 59 ]        |
| 1987      | Alegro Desbum                              | Cremilda           | [ 59 ]        |
| 1989      | A Cerimônia do Adeus                       | Aspázia            | [ 59 ]        |
| 1990      | Vem Buscar-me Que Ainda Sou Teu            | Mãezinha           | [ 59 ]        |
| 1990      | O Cobrador                                 | —                  | [ 62 ]        |
| 1993      | Vereda da Salvação                         | Dolor              | [ 63 ] [ 64 ] |
| 1995      | Todo Mundo Sabe Que Todo Mundo Sabe        | Dolores Mourão     | [ 59 ]        |
| 2003-2004 | Veneza                                     | Gringa             | [ 65 ]        |
| 2008      | Hoje Eu Me Chamo Dinorah                   | Dinorah            | [ 59 ]        |
| 2013–2016 | A Última Sessão                            | Amélia             | [ 66 ]        |
| 2023      | E o Zé, Quem É?                            | Narradora          | [ 67 ]        |

## Radionovelas
| Ano  | Título                  | Rádio      |
| ---- | ----------------------- | ---------- |
| 1954 | Nossa Senhora Aparecida | Rádio Tupi |
| 1955 | Engenho das Almas       | Rádio Tupi |
| 1960 | A Selvagem              | Rádio Tupi |

## Prêmios e indicações
| Ano  | Prêmio                                          | Categoria                    | Trabalho                                 | Resultado | Ref                         |
| ---- | ----------------------------------------------- | ---------------------------- | ---------------------------------------- | --------- | --------------------------- |
| 1956 | Troféu Roquette Pinto                           | Revelação feminina           | TV de Vanguarda                          | Venceu    | [ 68 ]                      |
| 1963 | Troféu Imprensa                                 | Melhor Atriz                 | A Noite Eterna                           | Venceu    | [ 69 ]                      |
| 1963 | Troféu Roquette Pinto                           | Melhor Atriz                 | A Noite Eterna                           | Venceu    | [ 69 ]                      |
| 1964 | Troféu Imprensa                                 | Melhor Atriz                 | Moulin Rouge, a Vida de Toulouse-Lautrec | Venceu    | [ 69 ]                      |
| 1977 | Troféu APCA                                     | Melhor Atriz                 | Os Apóstolos de Judas                    | Venceu    |                             |
| 1987 | Prêmio Apetesp                                  | Melhor Atriz Coadjuvante     | A Bela e a Fera                          | Venceu    | [ 70 ]                      |
| 1990 | Prêmio Shell                                    | Melhor Atriz                 | Vem Buscar-me que Ainda sou Teu          | Venceu    | [ 71 ] [ 72 ] [ 73 ] [ 74 ] |
| 1993 | Prêmio Shell                                    | Melhor Atriz                 | Vereda da Salvação                       | Venceu    | [ 71 ] [ 72 ] [ 73 ] [ 74 ] |
| 1994 | Prêmio Mambembe                                 | Melhor Atriz                 | Vereda da Salvação                       | Venceu    | [ 71 ] [ 72 ] [ 73 ] [ 74 ] |
| 1995 | Troféu APCA                                     | Melhor Atriz                 | Irmãos Coragem                           | Venceu    | [ 71 ] [ 72 ] [ 73 ] [ 74 ] |
| 2000 | Brazilian Film Festival of Miami                | Melhor Atriz                 | Através da Janela                        | Venceu    | [ 71 ] [ 72 ] [ 73 ] [ 74 ] |
| 2000 | Festival de Cinema de Recife                    | Melhor Atriz                 | Através da Janela                        | Venceu    | [ 71 ] [ 72 ] [ 73 ] [ 74 ] |
| 2000 | Festival de Cinema SESC                         | Melhor Atriz                 | Através da Janela                        | Venceu    | [ 71 ] [ 72 ] [ 73 ] [ 74 ] |
| 2000 | Festival de Cinema de Cuiabá                    | Melhor Atriz                 | Através da Janela                        | Venceu    | [ 71 ] [ 72 ] [ 73 ] [ 74 ] |
| 2000 | Prêmio Guarani de Cinema Brasileiro             | Melhor Atriz                 | Através da Janela                        | Indicado  | [ 71 ] [ 72 ] [ 73 ] [ 74 ] |
| 2001 | Troféu APCA                                     | Melhor Atriz                 | Através da Janela                        | Venceu    | [ 71 ] [ 72 ] [ 73 ] [ 74 ] |
| 2001 | Grande Prêmio do Cinema Brasileiro              | Melhor Atriz                 | Através da Janela                        | Indicado  | [ 71 ] [ 72 ] [ 73 ] [ 74 ] |
| 2002 | Grande Prêmio do Cinema Brasileiro              | Melhor Atriz Coadjuvante     | Copacabana                               | Venceu    | [ 71 ] [ 72 ] [ 73 ] [ 74 ] |
| 2002 | Troféu Mário Lago                               | Prêmio Especial              | Homenagem                                | Venceu    | [ 75 ]                      |
| 2002 | Prêmio Master                                   | Conjunto da obra             | Esperança                                | Venceu    | [ 76 ]                      |
| 2003 | Troféu Super Cap de Ouro                        | Melhor Atriz                 | Esperança                                | Venceu    | [ 77 ]                      |
| 2003 | Festival de Cinema do Ceará                     | Melhor Atriz                 | No Bar / Morte                           | Venceu    |                             |
| 2003 | Prêmio Qualidade Brasil                         | Melhor Atriz Coadjuvante     | Chocolate com Pimenta                    | Indicado  |                             |
| 2004 | Troféu Leão Lobo                                | Melhor Atriz Coadjuvante     | Chocolate com Pimenta                    | Venceu    | [ 78 ]                      |
| 2004 | Prêmio TAM de Cinema                            | Melhor Atriz Coadjuvante     | O Outro Lado da Rua                      | Venceu    | [ 79 ]                      |
| 2004 | Prêmio Qualidade Brasil                         | Melhor Atriz Coadjuvante     | O Outro Lado da Rua                      | Venceu    |                             |
| 2005 | Grande Prêmio do Cinema Brasileiro              | Melhor Atriz Coadjuvante     | O Outro Lado da Rua                      | Venceu    |                             |
| 2005 | Prêmio Contigo! de TV                           | Melhor Atriz Coadjuvante     | Como Uma Onda                            | Indicado  |                             |
| 2005 | Prêmio Qualidade Brasil                         | Melhor Atriz                 | Como Uma Onda                            | Indicado  |                             |
| 2006 | Ordem do Mérito Cultural                        | Prêmio Especial              | Homenagem do Governo Brasileiro          | Venceu    | [ 73 ]                      |
| 2007 | Prêmio Qualidade Brasil                         | Melhor Atriz Teatral Comédia | Hoje eu me chamo Dinorá                  | Indicado  | [ 80 ]                      |
| 2008 | Festival de Cinema do Paraná                    | Melhor Atriz                 | Clarita                                  | Venceu    | [ 81 ]                      |
| 2008 | Festival de Cinema de Penedo                    | Melhor Atriz                 | Clarita                                  | Venceu    |                             |
| 2009 | Prêmio Quem de Televisão                        | Melhor Atriz                 | Caminho das Índias                       | Indicado  |                             |
| 2009 | Prêmio Contigo! de TV                           | Melhor Atriz Coadjuvante     | Caminho das Índias                       | Indicado  |                             |
| 2009 | Prêmio Extra de Televisão                       | Melhor Atriz Coadjuvante     | Caminho das Índias                       | Indicado  |                             |
| 2009 | Prêmio Exposição Marcos da Televisão            | Prêmio Especial              | Homenagem                                | Venceu    | [ 82 ]                      |
| 2010 | Prêmio Governador do Estado                     | Prêmio Especial              | Homenagem                                | Venceu    | [ 83 ]                      |
| 2012 | Prêmio Quem de Televisão                        | Melhor Atriz Coadjuvante     | Gabriela                                 | Indicado  | [ 84 ]                      |
| 2012 | Prêmio Contigo! de TV                           | Melhor Atriz Coadjuvante     | Gabriela                                 | Indicado  | [ 84 ]                      |
| 2012 | Festival Cinema de Vitória - Troféu Marlin Azul | Menção honrosa               | Gabriela                                 | Venceu    | [ 85 ]                      |
| 2012 | Prêmio Magníficos                               | Contribuição à arte          | Prêmio Especial                          | Venceu    | [ 86 ]                      |
| 2012 | Festival de Cinema de Santos                    | Homenagem especial           | Prêmio Especial                          | Venceu    | [ 87 ]                      |
| 2014 | Prêmio Arte Qualidade Brasil de Teatro          | Homenagem especial           | Prêmio Especial                          | Venceu    | [ 88 ]                      |
| 2014 | Prêmio Excelência Mulher                        | Homenagem especial           | Prêmio Especial                          | Venceu    | [ 89 ]                      |
| 2014 | Cine PE – Festival do Audiovisual               | Menção honrosa               | Prêmio Especial                          | Venceu    | [ 90 ]                      |
| 2014 | Troféu Top Of Business                          | Homenagem especial           | Prêmio Especial                          | Venceu    | [ 91 ]                      |
| 2015 | Troféu APCA                                     | Contribuição à Arte          | Grande Prêmio da Crítica                 | Venceu    | [ 92 ]                      |
| 2015 | Prêmio Aplauso Brasil de Teatro                 | Homenagem                    | Prêmio Especial                          | Venceu    | [ 73 ]                      |
| 2015 | Prêmio Arte Qualidade Brasil de Teatro          | Melhor Atriz em Comédia      | A Última Sessão                          | Indicado  | [ 93 ]                      |
| 2016 | Prêmio Quem de Televisão                        | Melhor Atriz Coadjuvante     | Sol Nascente                             | Indicado  | [ 94 ]                      |
| 2016 | Troféu UOL TV e Famosos                         | Melhor Atriz                 | Sol Nascente                             | Indicado  | [ 95 ]                      |
| 2017 | Grande Prêmio do Cinema Brasileiro              | Melhor atriz coadjuvante     | De Onde eu te Vejo                       | Venceu    | [ 96 ]                      |
| 2018 | Prêmio Extra de Televisão                       | Melhor atriz coadjuvante     | Sol Nascente                             | Indicado  |                             |
| 2018 | Prêmio Contigo! de TV                           | Personagem do Ano            | O Outro Lado do Paraíso                  | Venceu    |                             |
| 2019 | Grande Prêmio do Cinema Brasileiro              | Melhor Atriz Coadjuvante     | Encantados                               | Indicado  |                             |
| 2019 | CinEuphoria                                     | Prêmio Honorário             | Homenagem                                | Venceu    |                             |
| 2021 | Prêmio Guarani de Cinema Brasileiro             | Guarani Honorário            | Carreira                                 | Venceu    | [ 97 ]                      |
| 2021 | Prêmio Área VIP                                 | Ícone da Mídia               | Homenagem                                | Venceu    |                             |
| 2023 | Festival de Cinema de Gramado                   | Troféu Oscarito              | Homenagem                                | Venceu    | [ 99 ]                      |